# Mariusz Gojny
Mariusz Gojny (ur. 16 czerwca 1965 w Rybniku) – polski funkcjonariusz Służby Celnej i Służby Celno-Skarbowej w stopniu inspektora, w latach 2021–2023 podsekretarz stanu w Ministerstwie Finansów i zastępca Szefa Krajowej Administracji Skarbowej.

## Życiorys
Syn Bronisława i Ruty. Absolwent Wydziału Rolniczego Akademii Rolniczej w Poznaniu. Kształcił się podyplomowo w zakresie prawa administracyjnego dla funkcjonariuszy celnych i urzędników skarbowych na Uniwersytecie Śląskim, prawa kryminalnego dla celników na Uniwersytecie Wrocławskim oraz zarządzania w Wyższej Szkole Humanitas w Sosnowcu. Od 1993 funkcjonariusz Służby Celnej w oddziałach w Cieszynie i Chałupkach. Doszedł do stanowisk naczelnika urzędów celnych w Zebrzydowicach (p.o., 2003–2004), Gliwicach (p.o. w 2005, naczelnik 2005–2007) oraz Rybniku (2007–2008). W 2008 został zastępcą dyrektora ds. logistyki i poboru w Izbie Celnej w Katowicach. Po utworzeniu Krajowej Administracji Skarbowej oraz Izby Administracji Skarbowej w Katowicach, z początkiem grudnia 2017 został jej dyrektorem. Doszedł do stopnia oficerskiego inspektora celnego.
9 listopada 2021 powołany na stanowisko podsekretarza stanu w Ministerstwie Finansów i zastępcy Szefa Krajowej Administracji Skarbowej. Z funkcji odwołany 18 grudnia 2023. Następnie rozpoczął pracę w Izbie Administracji Skarbowej w Katowicach na stanowisku starszego eksperta Służby Celno-Skarbowej. 
Odznaczony Srebrnym Medalem za Długoletnią Służbę.